# Um Amor de Perdição
Um Amor de Perdição é um filme português realizado por Mário Barroso, livremente inspirado na obra de Camilo Castelo Branco Amor de Perdição. O filme estreia em Portugal dia 23 de Abril em projecção digital. É uma co-produção Clap Filmes (pt), Plateau Produções (br) e Leopardo Filmes (pt).

## Ficha artística
- Ana Moreira: Teresa de Albuquerque
- Tomás Alves: Simão Botelho
- Catarina Wallenstein: Mariana da Cruz
- Virgílio Castelo: João da Cruz
- Rafael Morais: Manuel Botelho
- Ana Padrão: Preciosa
- Rui Morrison: Domingos Botelho
- Patrícia Franco: Rita Botelho
- Manuel Mesquita: Baltasar
- Alexandra Lopes: Bé
- Francisco Nascimento: Encenador
- Carlos Alberto: Guarda
- Diogo Roque: Romeu
- Willion Brandão: Zé Xavier
- Dinarte Branco: Contínuo
- Samuel Felix: Motociclista
- Paulo Pires: Santos Sousa
- Júlio César Ramos: Segurança
- Dalva Simões: Empregada
- Beatriz Batarda: Narrator (voz)
- Miguel Monteiro: Guarda Prisional